# 消化試合
消化試合（しょうかじあい）とは、主にスポーツの試合に関する分類の一つである。リーグ戦のスポーツで優勝チームまたは自分のチームの順位が確定してから最終試合が終了するまでの試合を呼ぶ。

## 概要
一般にリーグ戦では、全試合の成績で優勝チームやプレーオフ進出チーム、さらには、下部リーグとの入れ替え対象チームなどを決定する。しかし、実際には最終戦に入る前に、それらのチームの順位が確定してしまうことがあるため、優勝やプレーオフ進出、下部リーグへの降格が決まったチームにとって残りの試合はほとんど意味の無いものとなる。また、優勝やプレーオフ進出、上部リーグへの昇格の可能性が消滅した場合も、やはりそのチームにとっては残りの試合が意味の無いものとなる。これらを俗に消化試合と言う（ただし、プレーオフや入れ替え条件の構成に影響を与えることで間接的に利益を得られる場合はある。また、将棋の順位戦のように、順位を一つでも上げることで次期の昇級争いを優位に進めたり、降級・陥落の危機を回避したりすることが可能な場合もある）。
原理的には、総当たり戦またはそれに近い方式でのみ発生するものである。また、試合数が多いほど消化試合の数が多くなる傾向にある。勝ち残り方式でもFIFAワールドカップのように総当たり戦のラウンドがあると消化試合が発生する。
大相撲では番付の存在により消化試合が発生しにくくなっている。特に小結以下には原理上消化試合が存在しない。しかし大関で千秋楽以前に一桁勝利での勝ち越し/負け越しが決定してしまった場合は消化試合が発生する。これは大関にとっては8勝も9勝もそれほど評価に違いがなく、また負け越しは全て角番として同列とされる（7勝8敗も15戦全敗も変わりない）ためである。横綱は成績が振るわないと休場してしまうことが多く、消化試合を行うことが少ない。
メジャーリーグベースボールでは、消化試合を中止にしてしまうことがある。次の条件を全て満たす場合、その試合は行われない。
1. 規定のリーグ最終日（例年10月第1日曜日）以降に開催予定の試合（雨天中止などで順延になった試合）である。
2. 地区優勝争いにもワイルドカード争いにも影響しない。
3. 当該2チームの最終順位が確定済みである。

かつてはFIFAワールドカップ・予選でも、予選突破もしくは予選次ラウンド進出の可能性が消滅したチーム同士の試合は中止となることがあった。現在はポット分けに用いられているFIFAランキングが予選のポイントの比重が大きい計算方法のため、予選突破国には消化試合は実質的に存在しない。
野球の国際試合も消化試合が雨天中止になった場合は代替日程が設定されない場合が多い。逆に日本野球機構（NPB）管轄のプロ野球ではクライマックスシリーズと消化試合を同時進行させることが容認されている。
スポーツリーグによっては戦時体制・パンデミック・ストライキ等により消化試合が一定数以上中止になった場合、所属チームの順位を決定せずポストシーズン・入れ替え・表彰などが中止となる場合がある。

## 消化試合の焦点
下位の順位争い、個人の記録達成が話題となる。個人タイトル獲得や新記録達成のためにチームの勝敗を度外視したプレーが行われることもあり、しばしば批判がなされる(宇佐美徹也#記録に対する立場を参照)。また主力選手が日本シリーズ等の以降の試合（いわゆるポストシーズン）を前にケガすることを防ぐため、ルーキー選手や控えを多く投入して、試合出場の機会を与え、次年度に向けて実力をはかったり、新しい戦法を試したりすることもある（サッカーではターンオーバー制と呼ばれる）。いずれにせよ観客にとっては通常の試合とは違った楽しみ方をする必要があり、入場者数も減ることになる。またメディアでの中継も消化試合では殆ど行われず、地上波で最終戦まで中継を実施するのは、大阪のMBSラジオや広島のRCCラジオ等一部の放送局に限られる。
消化試合ではその年限りで引退するスター選手の引退試合が組まれることもよくあり（力が衰えていて消化試合でないと先発出場させられないこともある）、この場合はテレビ全国中継が行われたり満員の大観衆を集めることもある。長嶋茂雄の引退試合も消化試合であり、優勝を決めていた対戦相手の中日ドラゴンズは控え選手中心のオーダーで試合を行っている（主力中心選手はこの10月14日、名古屋市で優勝祝賀パレードをしていた）。
なお、自チームの順位が決まっていれば消化試合であるといっても、優勝チームが決定していない場合は、優勝を争うチームとの対戦では本気で戦うことがファンからは期待される。1982年の日本プロ野球のセントラル・リーグでは、横浜大洋ホエールズがセ・リーグ優勝チーム決定を賭けた中日ドラゴンズ戦で「大洋の順位は決まっているから消化試合」という認識で打率1位の自チーム選手である長崎啓二を欠場させ、打率2位の敵チーム打者の田尾安志を全打席敬遠して首位打者争いでは勝ったものの試合では大敗、中日の優勝に「貢献」して批判されたことがある。
ときには消化試合減少を狙って採った策がかえって消化試合の増加につながったり、結果的に消化試合が減少しても選手やファン等から批判が来ることもある。1952年の日本プロ野球のパシフィック・リーグでは、7チームで18回総当たりの後、上位4チームで4回総当たりする変則的なリーグ戦を採用したが、単純な成績比較ができないことや2次リーグ進出を逃したチームからの批判により、1年限りで廃止された。また同リーグが1973年から1982年にかけて採用した2シーズン制も、消化試合も前後期それぞれで発生する問題があった（後期開始までに前期の全試合を消化できず、後期終了後に前期の消化試合をすることも見られた）。これは大差試合対策も似た状況になりやすい。
ポストシーズン進出を決めたチームは、消化試合でポストシーズンを見据えた戦い方をする場合もある。西武ライオンズは1987年・1990年・1992年・1998年に、日本シリーズ対策として投手に打席を経験させるため、リーグ優勝決定後の試合で各年1試合ずつ9番に先発投手を起用した。

## 変遷
プロ野球においては2007年より両リーグでプレーオフ制度（クライマックスシリーズ）が導入されたため消化試合は大幅に減少している。
プロサッカーにおいては国と地域よって異なるが、入れ替え戦やトップリーグへの昇格プレーオフを併用しているため、野球よりも消化試合が少ない。
プロバスケットボールBリーグなどにおいてもプレーオフ制度（B.LEAGUEチャンピオンシップなど）のため形式上の消化試合はない。
チームや選手によっては、中心となるリーグ戦以外の試合やカップ戦、トーナメントなどを消化試合扱いすることもある。しかし、特にプロスポーツにおいてこのような行為は興をそぐ事につながるため、規約により禁止しているところも多い。2000年4月12日のJリーグヤマザキナビスコカップの湘南ベルマーレvsアビスパ福岡戦では、福岡がメンバーの大半を入れ替え、実質上サテライトチームの編成で試合に臨み「最強のメンバーをもって試合に臨む」とのリーグ規約（通称ベストメンバー規定）に抵触するのではと物議を醸した。
グループリーグ敗退が確定した場合でもノックアウトステージ進出者とともに次点などにも次回大会への出場権が与えられる場合もあり、この場合も消化試合が少なくなる傾向がある。

## その他
- 将棋棋士の米長邦雄（元名人、元日本将棋連盟会長、故人）は、自著『人間における勝負の研究』（祥伝社ノン・ブック）の中で、「自分にとって消化試合でも相手にとって重要な対局は、何年間かのツキを呼び込む大きな対局であり、名人戦より必死にやって、相手を全力で負かす」といういわゆる「米長理論」（米長哲学）を提唱し、将棋界では広く支持されている。昇級にも降級にも関係ない棋士との対戦に敗れて昇級を逃したり、降級・陥落の憂き目に遭ったりした棋士は米長本人がこれを実践した相手である大野源一はじめ数多く存在する。2010年4月30日に指された第23期竜王戦5組残留決定戦では、すでに引退が決定していた（勝敗にかかわらず次期竜王戦には参加しない）74歳の有吉道夫が、木下浩一を破って6組に降級させ5組に「残留」している。また、同じ期の竜王戦5組残留決定戦では、有吉と同様に引退が決定していた68歳の大内延介が、石田和雄を破って6組に降級させている。
- 囲碁・将棋のタイトル戦では普通番勝負は勝敗決定時で終了し消化試合は存在しないが、例外的に創設当初の王将戦七番勝負は必ず七番指すことになっていた。興味を持続させるため負けている側が駒を落とされて指す「指し込み制」が導入され、駒落ち戦が行われた。そのため陣屋事件が起きた遠因とされている。
- 2012年のロンドンオリンピックにおけるバドミントン競技女子ダブルスでは、1次リーグ通過が決定していた4ペア8組が決勝トーナメントで有利な組み合わせにするために、無気力試合を行う事態が発生した[3]。
- ワールド・ベースボール・クラシックのダブルエリミネーション方式のラウンドでは通過国同士での1位決定戦が行われる[3]。